# Агиар (Параиба)
Агиар (порт. Aguiar) — муниципалитет в Бразилии, входит в штат Параиба. Составная часть мезорегиона Сертан штата Параиба. Входит в экономико-статистический микрорегион Пианко. Население составляет 4440 человек на 2006 год. Занимает площадь 344,691 км². Плотность населения — 12,9 чел./км².

## История
Город основан в 1961 году.

## Статистика
- Валовой внутренний продукт на 2003 год составляет 11 233 904,00 реалов (данные: Бразильский институт географии и статистики).
- Валовой внутренний продукт на душу населения на 2003 год составляет 2251,74 реалов (данные: Бразильский институт географии и статистики).
- Индекс развития человеческого потенциала на 2000 год составляет 0,560 (данные: Программа развития ООН).